# سمور گلو زرد
سمور گلو زرد (نام علمی: Martes flavigula) نام یک گونه از سرده سمور است.